# UEFA Europa Conference League 2022–23
UEFA Europa Conference League 2022–23 là mùa giải thứ 2 của UEFA Europa Conference League, giải đấu bóng đá cấp câu lạc bộ hạng ba của châu Âu do UEFA tổ chức.
Với tư cách là đội vô địch UEFA Europa Conference League 2021–22, AS Roma đủ điều kiện tham dự UEFA Europa League 2022–23, và vì thế, đội không thể bảo vệ danh hiệu của mình do đã giành quyền vào vòng loại trực tiếp tại Europa League. West Ham United trở thành nhà vô địch của UEFA Europa Conference League 2022-23 sau khi đánh bại Fiorentina trong trận chung kết, qua đó họ tự động lọt vào vòng bảng UEFA Europa League 2023–24.

## Vòng loại

### Vòng loại thứ nhất
Lễ bốc thăm cho vòng loại thứ nhất được tổ chức vào ngày 14 tháng 6 năm 2022.
Các trận lượt đi được diễn ra vào ngày 5, 6 và 7 tháng 7, các trận lượt về được diễn ra vào ngày 12 và 14 tháng 7 năm 2022.
Đội thắng của các cặp đấu đi tiếp vào vòng loại thứ hai Nhóm chính. Đội thua bị loại khỏi các giải đấu châu Âu đến hết mùa giải.
| Đội 1               | TTS         | Đội 2                   | Lượt đi | Lượt về      |
| ------------------- | ----------- | ----------------------- | ------- | ------------ |
| Alashkert           | 2–4         | Ħamrun Spartans         | 1–0     | 1–4          |
| Lechia Gdańsk       | 6–2         | Akademija Pandev        | 4–1     | 2–1          |
| Inter Turku         | 1–3         | Drita                   | 1–0     | 0–3          |
| Dinamo Tbilisi      | 4–4 (5–6 p) | Paide Linnameeskond     | 2–3     | 2–1 (s.h.p.) |
| Panevėžys           | 0–2         | Milsami Orhei           | 0–0     | 0–2          |
| Laçi                | 1–0         | Iskra                   | 0–0     | 1–0          |
| Gjilani             | 2–3         | Liepāja                 | 1–0     | 1–3          |
| Sfîntul Gheorghe    | 2–4         | Mura                    | 1–2     | 1–2          |
| KuPS                | 2–0         | Dila Gori               | 2–0     | 0–0          |
| Ružomberok          | 2–0         | Kauno Žalgiris          | 2–0     | 0–0          |
| Budućnost Podgorica | 4–2         | Llapi                   | 2–0     | 2–2          |
| Gżira United        | 2–1         | Atlètic Club d'Escaldes | 1–1     | 1–0 (s.h.p.) |
| Borac Banja Luka    | 3–3 (3–4 p) | B36 Tórshavn            | 2–0     | 1–3 (s.h.p.) |
| Olimpija Ljubljana  | 3–2         | Differdange 03          | 1–1     | 2–1 (s.h.p.) |
| St Joseph's         | 1–0         | Larne                   | 0–0     | 1–0          |
| UE Santa Coloma     | 1–5         | Breiðablik              | 0–1     | 1–4          |
| DAC Dunajská Streda | 5–1         | Cliftonville            | 2–1     | 3–0          |
| Víkingur            | 3–1         | Europa                  | 1–0     | 2–1          |
| Bala Town           | 2–2 (3–4 p) | Sligo Rovers            | 1–2     | 1–0 (s.h.p.) |
| Fola Esch           | 1–4         | Tre Fiori               | 0–1     | 1–3          |
| Dinamo Minsk        | 3–2         | Dečić                   | 1–1     | 2–1          |
| Tre Penne           | 0–8         | Tuzla City              | 0–2     | 0–6          |
| Saburtalo Tbilisi   | 1–1 (5–4 p) | Partizani               | 0–1     | 1–0 (s.h.p.) |
| Shkëndija           | 4–2         | Ararat Yerevan          | 2–0     | 2–2          |
| Floriana            | 0–1         | Petrocub Hîncești       | 0–0     | 0–1          |
| Pogoń Szczecin      | 4–2         | KR                      | 4–1     | 0–1          |
| HB                  | 2–2 (2–4 p) | Newtown                 | 1–0     | 1–2 (s.h.p.) |
| Bruno's Magpies     | 3–4         | Crusaders               | 2–1     | 1–3          |
| Flora               | 3–4         | SJK                     | 1–0     | 2–4 (s.h.p.) |
| Derry City          | 0–4         | Riga                    | 0–2     | 0–2          |

1. 1 2 3 4  Thứ tự lượt đấu đảo ngược sau lần bốc thăm ban đầu.

### Vòng loại thứ hai
Lễ bốc thăm cho vòng loại thứ hai được tổ chức vào ngày 15 tháng 6 năm 2022.
Các trận lượt đi được diễn ra vào ngày 19, 20 và 21 tháng 7, các trận lượt về được diễn ra vào ngày 26, 27 và 28 tháng 7 năm 2022.
Đội thắng của các cặp đấu đi tiếp vào vòng loại thứ ba thuộc nhóm tương ứng của họ. Đội thua bị loại khỏi các giải đấu châu Âu đến hết mùa giải.
| Đội 1               | TTS  | Đội 2                 | Lượt đi | Lượt về |
| ------------------- | ---- | --------------------- | ------- | ------- |
| Shakhtyor Soligorsk | Bye  | N/A                   | —       | —       |
| RFS                 | Bye  | N/A                   | —       | —       |
| La Fiorita          | 0–10 | Ballkani              | 0–4     | 0–6     |
| Víkingur Reykjavík  | 2–0  | The New Saints        | 2–0     | 0–0     |
| Sutjeska Nikšić     | 0–1  | KÍ Klaksvík           | 0–0     | 0–1     |
| Hibernians          | 4–3  | FCI Levadia           | 3–2     | 1–1     |
| Tirana              | 2–4  | Zrinjski              | 0–1     | 2–3     |
| Lech Poznań         | 6–1  | Dinamo Batumi         | 5–0     | 1–1     |
| CFR Cluj            | 4–1  | Inter Club d'Escaldes | 3–0     | 1–1     |
| Tobol               | 3–0  | Lincoln Red Imps      | 2–0     | 1–0     |

| Đội 1                    | TTS         | Đội 2                 | Lượt đi | Lượt về      |
| ------------------------ | ----------- | --------------------- | ------- | ------------ |
| Gżira United             | 5–5 (3–1 p) | Radnički Niš          | 2–2     | 3–3 (s.h.p.) |
| Aris                     | 7–2         | Gomel                 | 5–1     | 2–1          |
| Botev Plovdiv            | 0–2         | APOEL                 | 0–0     | 0–2          |
| Fehérvár                 | 5–3         | Gabala                | 4–1     | 1–2          |
| İstanbul Başakşehir      | 2–1         | Maccabi Netanya       | 1–1     | 1–0          |
| Aris Limassol            | 2–3         | Neftçi Baku           | 2–0     | 0–3          |
| Velež Mostar             | 0–2         | Ħamrun Spartans       | 0–1     | 0–1          |
| Saburtalo Tbilisi        | 3–4         | FCSB                  | 1–0     | 2–4          |
| Makedonija Gjorče Petrov | 0–4         | CSKA Sofia            | 0–0     | 0–4          |
| Hapoel Be'er Sheva       | 3–1         | Dinamo Minsk          | 2–1     | 1–0          |
| Zira                     | 0–3         | Maccabi Tel Aviv      | 0–3     | 0–0          |
| Vllaznia                 | 1–4         | Universitatea Craiova | 1–1     | 0–3          |
| Ararat-Armenia           | 0–0 (3–5 p) | Paide Linnameeskond   | 0–0     | 0–0 (s.h.p.) |
| Kairat                   | 0–2         | Kisvárda              | 0–1     | 0–1          |
| BATE Borisov             | 0–5         | Konyaspor             | 0–3     | 0–2          |
| Sepsi Sfântu Gheorghe    | 3–3 (4–2 p) | Olimpija Ljubljana    | 3–1     | 0–2 (s.h.p.) |
| Kyzylzhar                | 3–2         | Osijek                | 1–2     | 2–0          |
| Liepāja                  | 0–4         | Young Boys            | 0–1     | 0–3          |
| Rapid Wien               | 2–1         | Lechia Gdańsk         | 0–0     | 2–1          |
| SJK                      | 2–6         | Lillestrøm            | 0–1     | 2–5          |
| Breiðablik               | 3–2         | Budućnost Podgorica   | 2–0     | 1–2          |
| St Patrick's Athletic    | 1–1 (6–5 p) | Mura                  | 1–1     | 0–0 (s.h.p.) |
| St Joseph's              | 0–11        | Slavia Prague         | 0–4     | 0–7          |
| Spartak Trnava           | 6–2         | Newtown               | 4–1     | 2–1          |
| Sūduva                   | 0–2         | Viborg                | 0–1     | 0–1          |
| Víkingur                 | 0–4         | DAC Dunajská Streda   | 0–2     | 0–2          |
| Pogoń Szczecin           | 1–5         | Brøndby               | 1–1     | 0–4          |
| AZ                       | 5–0         | Tuzla City            | 1–0     | 4–0          |
| Motherwell               | 0–3         | Sligo Rovers          | 0–1     | 0–2          |
| Molde                    | 6–2         | Elfsborg              | 4–1     | 2–1          |
| Koper                    | 1–2         | Vaduz                 | 0–1     | 1–1 (s.h.p.) |
| B36 Tórshavn             | 1–0         | Tre Fiori             | 1–0     | 0–0          |
| Ružomberok               | 1–5         | Riga                  | 0–3     | 1–2          |
| Basel                    | 3–1         | Crusaders             | 2–0     | 1–1          |
| Antwerp                  | 2–0         | Drita                 | 0–0     | 2–0          |
| Petrocub Hîncești        | 4–1         | Laçi                  | 0–0     | 4–1          |
| Racing Union             | 1–8         | Čukarički             | 1–4     | 0–4          |
| Levski Sofia             | 3–1         | PAOK                  | 2–0     | 1–1          |
| Vitória de Guimarães     | 3–0         | Puskás Akadémia       | 3–0     | 0–0          |
| Rijeka                   | 1–4         | Djurgårdens IF        | 1–2     | 0–2          |
| Vorskla Poltava          | 3–4         | AIK                   | 3–2     | 0–2 (s.h.p.) |
| Valmiera                 | 2–5         | Shkëndija             | 1–2     | 1–3          |
| Raków Częstochowa        | 6–0         | Astana                | 5–0     | 1–0          |
| KuPS                     | 6–3         | Milsami Orhei         | 2–2     | 4–1          |
| Sparta Prague            | 1–2         | Viking                | 0–0     | 1–2          |

1. 1 2 3 4  Thứ tự lượt đấu đảo ngược sau lần bốc thăm ban đầu.

### Vòng loại thứ ba
Lễ bốc thăm cho vòng loại thứ ba được tổ chức vào ngày 18 tháng 7 năm 2022.
Các trận lượt đi được diễn ra vào ngảy 3 và 4 tháng 8, các trận lượt về được diễn ra vào ngày 9, 10 và 11 tháng 8 năm 2022.
Đội thắng của các cặp đấu đi tiếp vào vòng play-off thuộc nhóm tương ứng của họ. Đội thua bị loại khỏi các giải đấu châu Âu đến hết mùa giải.
| Đội 1               | TTS         | Đội 2       | Lượt đi | Lượt về      |
| ------------------- | ----------- | ----------- | ------- | ------------ |
| Víkingur Reykjavík  | 2–4         | Lech Poznań | 1–0     | 1–4 (s.h.p.) |
| RFS                 | 4–2         | Hibernians  | 1–1     | 3–1          |
| Ballkani            | 4–4 (4–3 p) | KÍ Klaksvík | 3–2     | 1–2 (s.h.p.) |
| Zrinjski            | 2–1         | Tobol       | 1–0     | 1–1          |
| Shakhtyor Soligorsk | 0–1         | CFR Cluj    | 0–0     | 0–1          |

| Đội 1                 | TTS         | Đội 2                 | Lượt đi | Lượt về      |
| --------------------- | ----------- | --------------------- | ------- | ------------ |
| Spartak Trnava        | 0–3         | Raków Częstochowa     | 0–2     | 0–1          |
| AIK                   | 2–2 (3–2 p) | Shkëndija             | 1–1     | 1–1 (s.h.p.) |
| Viking                | 5–2         | Sligo Rovers          | 5–1     | 0–1          |
| Breiðablik            | 1–6         | İstanbul Başakşehir   | 1–3     | 0–3          |
| KuPS                  | 0–5         | Young Boys            | 0–2     | 0–3          |
| Paide Linnameeskond   | 0–5         | Anderlecht            | 0–2     | 0–3          |
| Viborg                | 5–1         | B36 Tórshavn          | 3–0     | 2–1          |
| Hajduk Split          | 3–2         | Vitória de Guimarães  | 3–1     | 0–1          |
| Brøndby               | 2–2 (1–3 p) | Basel                 | 1–0     | 1–2 (s.h.p.) |
| Lillestrøm            | 1–5         | Antwerp               | 1–3     | 0–2          |
| CSKA Sofia            | 2–1         | St Patrick's Athletic | 0–1     | 2–0          |
| Dundee United         | 1–7         | AZ                    | 1–0     | 0–7          |
| APOEL                 | 1–0         | Kyzylzhar             | 1–0     | 0–0          |
| DAC Dunajská Streda   | 0–2         | FCSB                  | 0–1     | 0–1          |
| Riga                  | 1–5         | Gil Vicente           | 1–1     | 0–4          |
| Wolfsberger AC        | 4–0         | Gżira United          | 0–0     | 4–0          |
| Maccabi Tel Aviv      | 3–2         | Aris                  | 2–0     | 1–2          |
| Molde                 | 4–2         | Kisvárda              | 3–0     | 1–2          |
| Neftçi Baku           | 2–3         | Rapid Wien            | 2–1     | 0–2 (s.h.p.) |
| Lugano                | 1–5         | Hapoel Be'er Sheva    | 0–2     | 1–3          |
| Ħamrun Spartans       | 2–2 (4–1 p) | Levski Sofia          | 0–1     | 2–1 (s.h.p.) |
| Čukarički             | 2–7         | Twente                | 1–3     | 1–4          |
| Zorya Luhansk         | 1–3         | Universitatea Craiova | 1–0     | 0–3          |
| Vaduz                 | 5–3         | Konyaspor             | 1–1     | 4–2          |
| Sepsi Sfântu Gheorghe | 2–6         | Djurgårdens IF        | 1–3     | 1–3          |
| Fehérvár              | 7–1         | Petrocub Hîncești     | 5–0     | 2–1          |
| Slavia Prague         | 3–1         | Panathinaikos         | 2–0     | 1–1          |

1. 1 2  Thứ tự lượt đấu đảo ngược sau lần bốc thăm ban đầu.

## Vòng play-off
Lễ bốc thăm cho vòng play-off được tổ chức vào ngày 2 tháng 8 năm 2022.
Các trận lượt đi được diễn ra vào ngày 17 và 18 tháng 8, các trận lượt về được diễn ra vào ngày 23 và 25 tháng 8 năm 2022.
Đội thắng của các cặp đấu đi tiếp vào vòng bảng. Đội thua bị loại khỏi các giải đấu châu Âu đến hết mùa giải.
| Đội 1           | TTS         | Đội 2             | Lượt đi | Lượt về      |
| --------------- | ----------- | ----------------- | ------- | ------------ |
| Maribor         | 0–1         | CFR Cluj          | 0–0     | 0–1          |
| RFS             | 3–3 (4–2 p) | Linfield          | 2–2     | 1–1 (s.h.p.) |
| Lech Poznań     | 3–1         | F91 Dudelange     | 2–0     | 1–1          |
| Shkupi          | 1–3         | Ballkani          | 1–2     | 0–1          |
| Zrinjski Mostar | 2–2 (5–6 p) | Slovan Bratislava | 1–0     | 1–2 (s.h.p.) |

| Đội 1                 | TTS         | Đội 2              | Lượt đi | Lượt về      |
| --------------------- | ----------- | ------------------ | ------- | ------------ |
| CSKA Sofia            | 1–2         | Basel              | 1–0     | 0–2          |
| Vaduz                 | 2–1         | Rapid Wien         | 1–1     | 1–0          |
| Raków Częstochowa     | 2–3         | Slavia Prague      | 2–1     | 0–2 (s.h.p.) |
| Djurgårdens IF        | 5–3         | APOEL              | 3–0     | 2–3          |
| Maccabi Tel Aviv      | 1–2         | Nice               | 1–0     | 0–2 (s.h.p.) |
| Universitatea Craiova | 2–2 (3–4 p) | Hapoel Be'er Sheva | 1–1     | 1–1 (s.h.p.) |
| İstanbul Başakşehir   | 4–2         | Antwerp            | 1–1     | 3–1          |
| FCSB                  | 4–3         | Viking             | 1–2     | 3–1          |
| Partizan              | 7–4         | Ħamrun Spartans    | 4–1     | 3–3          |
| Fiorentina            | 2–1         | Twente             | 2–1     | 0–0          |
| Villarreal            | 6–2         | Hajduk Split       | 4–2     | 2–0          |
| 1. FC Köln            | 4–2         | Fehérvár           | 1–2     | 3–0          |
| West Ham United       | 6–1         | Viborg             | 3–1     | 3–0          |
| Young Boys            | 1–1 (1–3 p) | Anderlecht         | 0–1     | 1–0 (s.h.p.) |
| Slovácko              | 4–0         | AIK                | 3–0     | 1–0          |
| Molde                 | 4–1         | Wolfsberger AC     | 0–1     | 4–0          |
| AZ                    | 6–1         | Gil Vicente        | 4–0     | 2–1          |

1. ↑  Thứ tự lượt đấu đảo ngược sau lần bốc thăm ban đầu.

## Vòng bảng

### Bảng A
| VT | Đội                 | ST | T | H | B | BT | BB | HS  | Đ  | Giành quyền tham dự                          |     | IBFK | FIO | HEA | RFS |
| -- | ------------------- | -- | - | - | - | -- | -- | --- | -- | -------------------------------------------- | --- | ---- | --- | --- | --- |
| 1  | İstanbul Başakşehir | 6  | 4 | 1 | 1 | 14 | 3  | +11 | 13 | Đi tiếp vào vòng 16 đội                      |     | —    | 3–0 | 3–1 | 3–0 |
| 2  | Fiorentina          | 6  | 4 | 1 | 1 | 14 | 6  | +8  | 13 | Đi tiếp vào vòng play-off đấu loại trực tiếp |     | 2–1  | —   | 5–1 | 1–1 |
| 3  | Heart of Midlothian | 6  | 2 | 0 | 4 | 6  | 16 | −10 | 6  |                                              |     | 0–4  | 0–3 | —   | 2–1 |
| 4  | RFS                 | 6  | 0 | 2 | 4 | 2  | 11 | −9  | 2  |                                              | 0–0 | 0–3  | 0–2 | —   |     |

1. 1 2  Bằng điểm đối đầu. Hiệu số bàn thắng thua đối đầu: İstanbul Başakşehir +2, Fiorentina −2.

### Bảng B
| VT | Đội             | ST | T | H | B | BT | BB | HS  | Đ  | Giành quyền tham dự                          |     | WHU | AND | SIL | FCSB |
| -- | --------------- | -- | - | - | - | -- | -- | --- | -- | -------------------------------------------- | --- | --- | --- | --- | ---- |
| 1  | West Ham United | 6  | 6 | 0 | 0 | 13 | 4  | +9  | 18 | Đi tiếp vào vòng 16 đội                      |     | —   | 2–1 | 1–0 | 3–1  |
| 2  | Anderlecht      | 6  | 2 | 2 | 2 | 6  | 5  | +1  | 8  | Đi tiếp vào vòng play-off đấu loại trực tiếp |     | 0–1 | —   | 1–0 | 2–2  |
| 3  | Silkeborg       | 6  | 2 | 0 | 4 | 12 | 7  | +5  | 6  |                                              |     | 2–3 | 0–2 | —   | 5–0  |
| 4  | FCSB            | 6  | 0 | 2 | 4 | 3  | 18 | −15 | 2  |                                              | 0–3 | 0–0 | 0–5 | —   |      |

### Bảng C
| VT | Đội                | ST | T | H | B | BT | BB | HS  | Đ  | Giành quyền tham dự                          |     | VIL | LCH | HBS | AW  |
| -- | ------------------ | -- | - | - | - | -- | -- | --- | -- | -------------------------------------------- | --- | --- | --- | --- | --- |
| 1  | Villarreal         | 6  | 4 | 1 | 1 | 14 | 9  | +5  | 13 | Đi tiếp vào vòng 16 đội                      |     | —   | 4–3 | 2–2 | 5–0 |
| 2  | Lech Poznań        | 6  | 2 | 3 | 1 | 12 | 7  | +5  | 9  | Đi tiếp vào vòng play-off đấu loại trực tiếp |     | 3–0 | —   | 0–0 | 4–1 |
| 3  | Hapoel Be'er Sheva | 6  | 1 | 4 | 1 | 8  | 5  | +3  | 7  |                                              |     | 1–2 | 1–1 | —   | 4–0 |
| 4  | Austria Wien       | 6  | 0 | 2 | 4 | 2  | 15 | −13 | 2  |                                              | 0–1 | 1–1 | 0–0 | —   |     |

### Bảng D
| VT | Đội        | ST | T | H | B | BT | BB | HS | Đ | Giành quyền tham dự                          |     | NCE | PRT | KLN | SVK |
| -- | ---------- | -- | - | - | - | -- | -- | -- | - | -------------------------------------------- | --- | --- | --- | --- | --- |
| 1  | Nice       | 6  | 2 | 3 | 1 | 8  | 7  | +1 | 9 | Đi tiếp vào vòng 16 đội                      |     | —   | 2–1 | 1–1 | 1–2 |
| 2  | Partizan   | 6  | 2 | 3 | 1 | 9  | 7  | +2 | 9 | Đi tiếp vào vòng play-off đấu loại trực tiếp |     | 1–1 | —   | 2–0 | 1–1 |
| 3  | 1. FC Köln | 6  | 2 | 2 | 2 | 8  | 8  | 0  | 8 |                                              |     | 2–2 | 0–1 | —   | 4–2 |
| 4  | Slovácko   | 6  | 1 | 2 | 3 | 8  | 11 | −3 | 5 |                                              | 0–1 | 3–3 | 0–1 | —   |     |

1. 1 2  Điểm đối đầu: Nice 4, Partizan 1.

### Bảng E
| VT | Đội              | ST | T | H | B | BT | BB | HS | Đ  | Giành quyền tham dự                          |     | AZ  | DNI | APL | VAD |
| -- | ---------------- | -- | - | - | - | -- | -- | -- | -- | -------------------------------------------- | --- | --- | --- | --- | --- |
| 1  | AZ               | 6  | 5 | 0 | 1 | 12 | 6  | +6 | 15 | Đi tiếp vào vòng 16 đội                      |     | —   | 2–1 | 3–2 | 4–1 |
| 2  | Dnipro-1         | 6  | 3 | 1 | 2 | 9  | 7  | +2 | 10 | Đi tiếp vào vòng play-off đấu loại trực tiếp |     | 0–1 | —   | 1–0 | 2–2 |
| 3  | Apollon Limassol | 6  | 2 | 1 | 3 | 5  | 7  | −2 | 7  |                                              |     | 1–0 | 1–3 | —   | 1–0 |
| 4  | Vaduz            | 6  | 0 | 2 | 4 | 5  | 11 | −6 | 2  |                                              | 1–2 | 1–2 | 0–0 | —   |     |

### Bảng F
| VT | Đội             | ST | T | H | B | BT | BB | HS | Đ  | Giành quyền tham dự                          |     | DJU | GNT | MOL | SHR |
| -- | --------------- | -- | - | - | - | -- | -- | -- | -- | -------------------------------------------- | --- | --- | --- | --- | --- |
| 1  | Djurgårdens IF  | 6  | 5 | 1 | 0 | 12 | 6  | +6 | 16 | Đi tiếp vào vòng 16 đội                      |     | —   | 4–2 | 3–2 | 1–0 |
| 2  | Gent            | 6  | 2 | 2 | 2 | 10 | 6  | +4 | 8  | Đi tiếp vào vòng play-off đấu loại trực tiếp |     | 0–1 | —   | 4–0 | 3–0 |
| 3  | Molde           | 6  | 2 | 1 | 3 | 9  | 10 | −1 | 7  |                                              |     | 2–3 | 0–0 | —   | 3–0 |
| 4  | Shamrock Rovers | 6  | 0 | 2 | 4 | 1  | 10 | −9 | 2  |                                              | 0–0 | 1–1 | 0–2 | —   |     |

### Bảng G
| VT | Đội           | ST | T | H | B | BT | BB | HS | Đ  | Giành quyền tham dự                          |     | SIV | CLJ | SLP | BLK |
| -- | ------------- | -- | - | - | - | -- | -- | -- | -- | -------------------------------------------- | --- | --- | --- | --- | --- |
| 1  | Sivasspor     | 6  | 3 | 2 | 1 | 11 | 7  | +4 | 11 | Đi tiếp vào vòng 16 đội                      |     | —   | 3–0 | 1–1 | 3–4 |
| 2  | CFR Cluj      | 6  | 3 | 1 | 2 | 5  | 5  | 0  | 10 | Đi tiếp vào vòng play-off đấu loại trực tiếp |     | 0–1 | —   | 2–0 | 1–0 |
| 3  | Slavia Prague | 6  | 2 | 2 | 2 | 6  | 7  | −1 | 8  |                                              |     | 1–1 | 0–1 | —   | 3–2 |
| 4  | Ballkani      | 6  | 1 | 1 | 4 | 8  | 11 | −3 | 4  |                                              | 1–2 | 1–1 | 0–1 | —   |     |

### Bảng H
| VT | Đội               | ST | T | H | B | BT | BB | HS | Đ  | Giành quyền tham dự                          |     | SLO | BSL | PYU | ZAL |
| -- | ----------------- | -- | - | - | - | -- | -- | -- | -- | -------------------------------------------- | --- | --- | --- | --- | --- |
| 1  | Slovan Bratislava | 6  | 3 | 2 | 1 | 9  | 7  | +2 | 11 | Đi tiếp vào vòng 16 đội                      |     | —   | 3–3 | 2–1 | 0–0 |
| 2  | Basel             | 6  | 3 | 2 | 1 | 11 | 9  | +2 | 11 | Đi tiếp vào vòng play-off đấu loại trực tiếp |     | 0–2 | —   | 3–1 | 2–2 |
| 3  | Pyunik            | 6  | 2 | 0 | 4 | 8  | 9  | −1 | 6  |                                              |     | 2–0 | 1–2 | —   | 2–0 |
| 4  | Žalgiris          | 6  | 1 | 2 | 3 | 5  | 8  | −3 | 5  |                                              | 1–2 | 0–1 | 2–1 | —   |     |

1. 1 2  Điểm đối đầu: Slovan Bratislava 4, Basel 1

## Vòng đấu loại trực tiếp
Ở vòng đấu loại trực tiếp, các đội đối đầu với nhau qua hai lượt trận trên sân nhà và sân khách, ngoại trừ trận chung kết một trận.
Cơ chế của lễ bốc thăm cho mỗi vòng như sau:
- Ở lễ bốc thăm cho vòng play-off đấu loại trực tiếp, tám đội nhì bảng được xếp vào nhóm hạt giống và tám đội đứng thứ ba vòng bảng Europa League được xếp vào nhóm không hạt giống. Các đội hạt giống được bốc thăm để đấu với các đội không hạt giống với các đội hạt giống tổ chức trận lượt về. Các đội từ cùng hiệp hội không thể được bốc thăm để đấu với nhau.
- Ở lễ bốc thăm cho vòng 16 đội, tám đội nhất bảng được xếp vào nhóm hạt giống và tám đội thắng của vòng play-off đấu loại trực tiếp được xếp vào nhóm không hạt giống. Một lần nữa, các đội hạt giống được bốc thăm để đấu với các đội không hạt giống với các đội hạt giống tổ chức trận lượt về. Các đội từ cùng hiệp hội không thể được bốc thăm để đấu với nhau.
- Ở lễ bốc thăm cho vòng tứ kết và bán kết, không có đội hạt giống nào và các đội từ cùng hiệp hội có thể được bốc thăm để đấu với nhau. Do lễ bốc thăm cho vòng tứ kết và bán kết được tổ chức cùng nhau trước khi vòng tứ kết được diễn ra, danh tính của các đội thắng tứ kết không được biết tại thời điểm bốc thăm bán kết. Một lượt bốc thăm cũng được tổ chức để xác định đội thắng bán kết nào được chỉ định là đội "nhà" cho trận chung kết (vì mục đích hành chính do trận đấu được diễn ra tại một địa điểm trung lập).

### Nhánh đấu
|  |                                  |                                  |                                  |                                  |                                  |  |  |                     |                     |                 |                 |             |   |                    |             |             |                     |                     |            |            |   |         |         |         |         |         |  |  |           |           |           |
|  | Vòng play-off đấu loại trực tiếp | Vòng play-off đấu loại trực tiếp | Vòng play-off đấu loại trực tiếp | Vòng play-off đấu loại trực tiếp | Vòng play-off đấu loại trực tiếp |  |  | Vòng 16 đội         | Vòng 16 đội         | Vòng 16 đội     | Vòng 16 đội     | Vòng 16 đội |   |                    | Tứ kết      | Tứ kết      | Tứ kết              | Tứ kết              | Tứ kết     |            |   | Bán kết | Bán kết | Bán kết | Bán kết | Bán kết |  |  | Chung kết | Chung kết | Chung kết |
|  | Vòng play-off đấu loại trực tiếp | Vòng play-off đấu loại trực tiếp | Vòng play-off đấu loại trực tiếp | Vòng play-off đấu loại trực tiếp | Vòng play-off đấu loại trực tiếp |  |  | Vòng 16 đội         | Vòng 16 đội         | Vòng 16 đội     | Vòng 16 đội     | Vòng 16 đội |   |                    | Tứ kết      | Tứ kết      | Tứ kết              | Tứ kết              | Tứ kết     |            |   | Bán kết | Bán kết | Bán kết | Bán kết | Bán kết |  |  | Chung kết | Chung kết | Chung kết |
|  |                                  |                                  |                                  |                                  |                                  |  |  |                     |                     |                 |                 |             |   |                    |             |             |                     |                     |            |            |   |         |         |         |         |         |  |  |           |           |           |
|  |                                  |                                  |                                  |                                  |                                  |  |  |                     |                     |                 |                 |             |   |                    |             |             |                     |                     |            |            |   |         |         |         |         |         |  |  |           |           |           |
|  |                                  |                                  |                                  |                                  |                                  |  |  | Lech Poznań         | Lech Poznań         | 2               | 3               | 5           |   |                    |             |             |                     |                     |            |            |   |         |         |         |         |         |  |  |           |           |           |
|  |                                  |                                  |                                  |                                  |                                  |  |  |                     |                     | 2               | 3               | 5           |   |                    |             |             |                     |                     |            |            |   |         |         |         |         |         |  |  |           |           |           |
|  | Bodø/Glimt                       | Bodø/Glimt                       | 0                                | 0                                | 0                                |  |  | Djurgårdens IF      | Djurgårdens IF      | 0               | 0               | 0           |   |                    |             |             |                     |                     |            |            |   |         |         |         |         |         |  |  |           |           |           |
|  | Bodø/Glimt                       | Bodø/Glimt                       | 0                                | 0                                | 0                                |  |  | Djurgårdens IF      | Djurgårdens IF      | 0               | 0               | 0           |   |                    | Lech Poznań | Lech Poznań | 1                   | 3                   | 4          |            |   |         |         |         |         |         |  |  |           |           |           |
|  | Lech Poznań                      | Lech Poznań                      | 0                                | 1                                | 1                                |  |  |                     |                     |                 |                 |             |   |                    | Lech Poznań | Lech Poznań | 1                   | 3                   | 4          |            |   |         |         |         |         |         |  |  |           |           |           |
|  | Lech Poznań                      | Lech Poznań                      | 0                                | 1                                | 1                                |  |  |                     |                     | Fiorentina      | Fiorentina      | 4           | 2 | 6                  |             |             |                     |                     |            |            |   |         |         |         |         |         |  |  |           |           |           |
|  |                                  |                                  |                                  |                                  |                                  |  |  | Fiorentina          | Fiorentina          | Fiorentina      | Fiorentina      | 4           | 2 | 6                  | 1           | 4           | 5                   |                     |            |            |   |         |         |         |         |         |  |  |           |           |           |
|  |                                  |                                  |                                  |                                  |                                  |  |  |                     |                     |                 |                 |             |   |                    |             |             | 5                   |                     |            |            |   |         |         |         |         |         |  |  |           |           |           |
|  | Braga                            | Braga                            | 0                                | 2                                | 2                                |  |  | Sivasspor           | Sivasspor           | 0               | 1               | 1           |   |                    |             |             |                     |                     |            |            |   |         |         |         |         |         |  |  |           |           |           |
|  | Braga                            | Braga                            | 0                                | 2                                | 2                                |  |  | Sivasspor           | Sivasspor           | 0               | 1               | 1           |   |                    |             |             | Fiorentina (s.h.p.) | Fiorentina (s.h.p.) | 1          | 3          | 4 |         |         |         |         |         |  |  |           |           |           |
|  | Fiorentina                       | Fiorentina                       | 4                                | 3                                | 7                                |  |  |                     |                     |                 |                 |             |   |                    |             |             |                     |                     |            | 3          | 4 |         |         |         |         |         |  |  |           |           |           |
|  | Fiorentina                       | Fiorentina                       | 4                                | 3                                | 7                                |  |  |                     |                     | Basel           | Basel           | 2           | 1 | 3                  |             |             |                     |                     |            |            |   |         |         |         |         |         |  |  |           |           |           |
|  |                                  |                                  |                                  |                                  |                                  |  |  | Basel (p)           | Basel (p)           | Basel           | Basel           | 2           | 1 | 3                  | 2           | 2           | 4 (4)               |                     |            |            |   |         |         |         |         |         |  |  |           |           |           |
|  |                                  |                                  |                                  |                                  |                                  |  |  |                     |                     |                 |                 |             |   |                    |             |             | 4 (4)               |                     |            |            |   |         |         |         |         |         |  |  |           |           |           |
|  | Trabzonspor                      | Trabzonspor                      | 1                                | 0                                | 1                                |  |  | Slovan Bratislava   | Slovan Bratislava   | 2               | 2               | 4 (1)       |   |                    |             |             |                     |                     |            |            |   |         |         |         |         |         |  |  |           |           |           |
|  | Trabzonspor                      | Trabzonspor                      | 1                                | 0                                | 1                                |  |  | Slovan Bratislava   | Slovan Bratislava   | 2               | 2               | 4 (1)       |   |                    | Basel       | Basel       | 2                   | 2                   | 4          |            |   |         |         |         |         |         |  |  |           |           |           |
|  | Basel                            | Basel                            | 0                                | 2                                | 2                                |  |  |                     |                     |                 |                 |             |   |                    | Basel       | Basel       | 2                   | 2                   | 4          |            |   |         |         |         |         |         |  |  |           |           |           |
|  | Basel                            | Basel                            | 0                                | 2                                | 2                                |  |  |                     |                     | Nice            | Nice            | 2           | 1 | 3                  |             |             |                     |                     |            |            |   |         |         |         |         |         |  |  |           |           |           |
|  |                                  |                                  |                                  |                                  |                                  |  |  | Sheriff Tiraspol    | Sheriff Tiraspol    | Nice            | Nice            | 2           | 1 | 3                  | 0           | 1           | 1                   |                     |            |            |   |         |         |         |         |         |  |  |           |           |           |
|  |                                  |                                  |                                  |                                  |                                  |  |  | Sheriff Tiraspol    | Sheriff Tiraspol    |                 |                 |             |   | 7 tháng 6 – Prague | 0           | 1           | 1                   |                     |            |            |   |         |         |         |         |         |  |  |           |           |           |
|  | Sheriff Tiraspol                 | Sheriff Tiraspol                 | 0                                | 3                                | 3                                |  |  | Nice                | Nice                | 1               | 3               | 4           |   |                    |             |             |                     |                     |            |            |   |         |         |         |         |         |  |  |           |           |           |
|  | Sheriff Tiraspol                 | Sheriff Tiraspol                 | 0                                | 3                                | 3                                |  |  | Nice                | Nice                | 1               | 3               | 4           |   |                    |             |             |                     |                     | Fiorentina | Fiorentina | 1 |         |         |         |         |         |  |  |           |           |           |
|  | Partizan                         | Partizan                         | 1                                | 1                                | 2                                |  |  |                     |                     |                 |                 |             |   |                    |             |             |                     |                     |            |            |   |         |         |         |         |         |  |  |           |           |           |
|  | Partizan                         | Partizan                         | 1                                | 1                                | 2                                |  |  |                     |                     | West Ham United | West Ham United | 2           |   |                    |             |             |                     |                     |            |            |   |         |         |         |         |         |  |  |           |           |           |
|  |                                  |                                  |                                  |                                  |                                  |  |  | Gent                | Gent                | West Ham United | West Ham United | 2           | 1 | 4                  | 5           |             |                     |                     |            |            |   |         |         |         |         |         |  |  |           |           |           |
|  |                                  |                                  |                                  |                                  |                                  |  |  |                     |                     |                 |                 |             | 1 | 4                  | 5           |             |                     |                     |            |            |   |         |         |         |         |         |  |  |           |           |           |
|  | Qarabağ                          | Qarabağ                          | 1                                | 0                                | 1 (3)                            |  |  | İstanbul Başakşehir | İstanbul Başakşehir | 1               | 1               | 2           |   |                    |             |             |                     |                     |            |            |   |         |         |         |         |         |  |  |           |           |           |
|  | Qarabağ                          | Qarabağ                          | 1                                | 0                                | 1 (3)                            |  |  | İstanbul Başakşehir | İstanbul Başakşehir | 1               | 1               | 2           |   |                    | Gent        | Gent        | 1                   | 1                   | 2          |            |   |         |         |         |         |         |  |  |           |           |           |
|  | Gent (p)                         | Gent (p)                         | 0                                | 1                                | 1 (5)                            |  |  |                     |                     |                 |                 |             |   |                    | Gent        | Gent        | 1                   | 1                   | 2          |            |   |         |         |         |         |         |  |  |           |           |           |
|  | Gent (p)                         | Gent (p)                         | 0                                | 1                                | 1 (5)                            |  |  |                     |                     | West Ham United | West Ham United | 1           | 4 | 5                  |             |             |                     |                     |            |            |   |         |         |         |         |         |  |  |           |           |           |
|  |                                  |                                  |                                  |                                  |                                  |  |  | AEK Larnaca         | AEK Larnaca         | West Ham United | West Ham United | 1           | 4 | 5                  | 0           | 0           | 0                   |                     |            |            |   |         |         |         |         |         |  |  |           |           |           |
|  |                                  |                                  |                                  |                                  |                                  |  |  |                     |                     |                 |                 |             |   |                    |             |             | 0                   |                     |            |            |   |         |         |         |         |         |  |  |           |           |           |
|  | AEK Larnaca                      | AEK Larnaca                      | 1                                | 0                                | 1                                |  |  | West Ham United     | West Ham United     | 2               | 4               | 6           |   |                    |             |             |                     |                     |            |            |   |         |         |         |         |         |  |  |           |           |           |
|  | AEK Larnaca                      | AEK Larnaca                      | 1                                | 0                                | 1                                |  |  | West Ham United     | West Ham United     | 2               | 4               | 6           |   |                    |             |             | West Ham United     | West Ham United     | 2          | 1          | 3 |         |         |         |         |         |  |  |           |           |           |
|  | Dnipro-1                         | Dnipro-1                         | 0                                | 0                                | 0                                |  |  |                     |                     |                 |                 |             |   |                    |             |             |                     |                     |            | 1          | 3 |         |         |         |         |         |  |  |           |           |           |
|  | Dnipro-1                         | Dnipro-1                         | 0                                | 0                                | 0                                |  |  |                     |                     | AZ              | AZ              | 1           | 0 | 1                  |             |             |                     |                     |            |            |   |         |         |         |         |         |  |  |           |           |           |
|  |                                  |                                  |                                  |                                  |                                  |  |  | Anderlecht          | Anderlecht          | AZ              | AZ              | 1           | 0 | 1                  | 1           | 1           | 2                   |                     |            |            |   |         |         |         |         |         |  |  |           |           |           |
|  |                                  |                                  |                                  |                                  |                                  |  |  |                     |                     |                 |                 |             |   |                    |             |             | 2                   |                     |            |            |   |         |         |         |         |         |  |  |           |           |           |
|  | Ludogorets Razgrad               | Ludogorets Razgrad               | 1                                | 1                                | 2 (0)                            |  |  | Villarreal          | Villarreal          | 1               | 0               | 1           |   |                    |             |             |                     |                     |            |            |   |         |         |         |         |         |  |  |           |           |           |
|  | Ludogorets Razgrad               | Ludogorets Razgrad               | 1                                | 1                                | 2 (0)                            |  |  | Villarreal          | Villarreal          | 1               | 0               | 1           |   |                    | Anderlecht  | Anderlecht  | 2                   | 0                   | 2 (1)      |            |   |         |         |         |         |         |  |  |           |           |           |
|  | Anderlecht (p)                   | Anderlecht (p)                   | 0                                | 2                                | 2 (3)                            |  |  |                     |                     |                 |                 |             |   |                    | Anderlecht  | Anderlecht  | 2                   | 0                   | 2 (1)      |            |   |         |         |         |         |         |  |  |           |           |           |
|  | Anderlecht (p)                   | Anderlecht (p)                   | 0                                | 2                                | 2 (3)                            |  |  |                     |                     | AZ (p)          | AZ (p)          | 0           | 2 | 2 (4)              |             |             |                     |                     |            |            |   |         |         |         |         |         |  |  |           |           |           |
|  |                                  |                                  |                                  |                                  |                                  |  |  | Lazio               | Lazio               | AZ (p)          | AZ (p)          | 0           | 2 | 2 (4)              | 1           | 1           | 2                   |                     |            |            |   |         |         |         |         |         |  |  |           |           |           |
|  |                                  |                                  |                                  |                                  |                                  |  |  |                     |                     |                 |                 |             |   |                    | 1           | 1           | 2                   |                     |            |            |   |         |         |         |         |         |  |  |           |           |           |
|  | Lazio                            | Lazio                            | 1                                | 0                                | 1                                |  |  | AZ                  | AZ                  | 2               | 2               | 4           |   |                    |             |             |                     |                     |            |            |   |         |         |         |         |         |  |  |           |           |           |
|  | Lazio                            | Lazio                            | 1                                | 0                                | 1                                |  |  | AZ                  | AZ                  | 2               | 2               | 4           |   |                    |             |             |                     |                     |            |            |   |         |         |         |         |         |  |  |           |           |           |
|  | CFR Cluj                         | CFR Cluj                         | 0                                | 0                                | 0                                |  |  |                     |                     |                 |                 |             |   |                    |             |             |                     |                     |            |            |   |         |         |         |         |         |  |  |           |           |           |
|  | CFR Cluj                         | CFR Cluj                         | 0                                | 0                                | 0                                |  |  |                     |                     |                 |                 |             |   |                    |             |             |                     |                     |            |            |   |         |         |         |         |         |  |  |           |           |           |

### Vòng play-off đấu loại trực tiếp
Lễ bốc thăm cho vòng play-off đấu loại trực tiếp được tổ chức vào ngày 7 tháng 11 năm 2022, lúc 14:00 CET.
Các trận lượt đi được diễn ra vào ngày 16 tháng 2, các trận lượt về được diễn ra vào ngày 23 tháng 2 năm 2023.
| Đội 1              | TTS         | Đội 2       | Lượt đi | Lượt về      |
| ------------------ | ----------- | ----------- | ------- | ------------ |
| Qarabağ            | 1–1 (3–5 p) | Gent        | 1–0     | 0–1 (s.h.p.) |
| Trabzonspor        | 1–2         | Basel       | 1–0     | 0–2          |
| Lazio              | 1–0         | CFR Cluj    | 1–0     | 0–0          |
| Bodø/Glimt         | 0–1         | Lech Poznań | 0–0     | 0–1          |
| Braga              | 2–7         | Fiorentina  | 0–4     | 2–3          |
| AEK Larnaca        | 1–0         | Dnipro-1    | 1–0     | 0–0          |
| Sheriff Tiraspol   | 3–2         | Partizan    | 0–1     | 3–1          |
| Ludogorets Razgrad | 2–2 (0–3 p) | Anderlecht  | 1–0     | 1–2 (s.h.p.) |

### Vòng 16 đội
Lễ bốc thăm cho vòng 16 đội được tổ chức vào ngày 24 tháng 2 năm 2023, lúc 13:00 CET.
Các trận lượt đi được diễn ra vào ngày 9 tháng 3, các trận lượt về được diễn ra vào ngày 16 tháng 3 năm 2023.
| Đội 1            | TTS         | Đội 2               | Lượt đi | Lượt về      |
| ---------------- | ----------- | ------------------- | ------- | ------------ |
| AEK Larnaca      | 0–6         | West Ham United     | 0–2     | 0–4          |
| Fiorentina       | 5–1         | Sivasspor           | 1–0     | 4–1          |
| Lazio            | 2–4         | AZ                  | 1–2     | 1–2          |
| Lech Poznań      | 5–0         | Djurgårdens IF      | 2–0     | 3–0          |
| Basel            | 4–4 (4–1 p) | Slovan Bratislava   | 2–2     | 2–2 (s.h.p.) |
| Sheriff Tiraspol | 1–4         | Nice                | 0–1     | 1–3          |
| Anderlecht       | 2–1         | Villarreal          | 1–1     | 1–0          |
| Gent             | 5–2         | İstanbul Başakşehir | 1–1     | 4–1          |

### Tứ kết
Lễ bốc thăm cho vòng tứ kết được tổ chức vào ngày 17 tháng 3 năm 2023, lúc 14:00 CET.
Các trận lượt đi được diễn ra vào ngày 13 tháng 4, các trận lượt về được diễn ra vào ngày 20 tháng 4 năm 2023.
| Đội 1       | TTS         | Đội 2           | Lượt đi | Lượt về      |
| ----------- | ----------- | --------------- | ------- | ------------ |
| Lech Poznań | 4–6         | Fiorentina      | 1–4     | 3–2          |
| Gent        | 2–5         | West Ham United | 1–1     | 1–4          |
| Anderlecht  | 2–2 (1–4 p) | AZ              | 2–0     | 0–2 (s.h.p.) |
| Basel       | 4–3         | Nice            | 2–2     | 2–1 (s.h.p.) |

Ghi chú
1. ↑  Thứ tự lượt đấu đảo ngược sau lần bốc thăm ban đầu.

### Bán kết
Lễ bốc thăm cho vòng bán kết được tổ chức vào ngày 17 tháng 3 năm 2023, lúc 14:00 CET, sau khi bốc thăm tứ kết.
Các trận lượt đi được diễn ra vào ngày 11 tháng 5, các trận lượt về được diễn ra vào ngày 18 tháng 5 năm 2023.
| Đội 1           | TTS | Đội 2 | Lượt đi | Lượt về      |
| --------------- | --- | ----- | ------- | ------------ |
| Fiorentina      | 4–3 | Basel | 1–2     | 2–1 (s.h.p.) |
| West Ham United | 3–1 | AZ    | 2–1     | 1–0          |

### Chung kết
Trận chung kết được diễn ra vào ngày 7 tháng 6 năm 2023 tại Sân vận động Fortuna ở Prague. Một lượt bốc thăm được tổ chức vào ngày 17 tháng 3 năm 2023, sau khi bốc thăm tứ kết và bán kết để xác định đội "nhà" vì mục đích hành chính.
| Fiorentina        | 1–2      | West Ham United                    |
| ----------------- | -------- | ---------------------------------- |
| - Bonaventura 67' | Chi tiết | - Benrahma 62' (ph.đ.) - Bowen 90' |